# Alan Empereur
Alan Pereira Empereur (Ipatinga, 10 marzo 1994) è un calciatore brasiliano, difensore del Cuiabá.

## Biografia
È in possesso della cittadinanza italiana grazie alle origini del nonno paterno Alessandro. È noto per aver partecipato ad entrambe le stagioni del docu-reality di MTV Calciatori - Giovani speranze, quando indossava la maglia della Primavera della Fiorentina.

## Caratteristiche tecniche
Difensore centrale dal fisico robusto e tatticamente disciplinato, con un buon senso della posizione, è dotato di un ottimo piede sinistro ed è bravo anche nei colpi di testa. La sua abilità nelle uscite palla al piede e negli inserimenti offensivi gli consente di essere schierato anche come terzino sinistro.

## Carriera
Cresciuto nel Atlético Mineiro, nel 2008 si trasferisce alla Fiorentina, che lo inserisce nel suo settore giovanile. Il 1º agosto 2014 viene ceduto in prestito all'Ischia Esordisce tra i professionisti il 17 agosto, nella partita di Coppa Italia Lega Pro pareggiata per 1-1 contro il Foggia. Nei mesi trascorsi con la squadra campana si mette in evidenza, offrendo ottime prestazioni individuali; il 2 febbraio 2015 viene acquistato a titolo definitivo dal Livorno. Debutta con gli amaranto il 7 febbraio, nella partita vinta contro il Bari, in quella che resterà la sua unica presenza con la squadra toscana. Il 6 luglio firma un triennale con il Teramo, neo-promosso in Serie B; il 1º settembre, in seguito alla retrocessione della squadra abruzzese per illecito sportivo, si svincola, venendo poi tesserato dalla Salernitana. Il 26 luglio 2016 passa al Foggia, con cui firma fino al 2019; al termine della stagione conquista la promozione in Serie B e la vittoria della Supercoppa di Lega Pro. Il 13 gennaio 2018 si trasferisce in prestito al Bari.
Il 17 agosto viene ceduto a titolo definitivo al Verona, legandosi ai veneti con un triennale, con Dejan Boldor che invece è andato a Foggia. Con i veneti conquista la promozione in serie A segnando l'unico gol stagionale il 18 maggio 2019 nello spareggio dei playoff col Perugia, vinto per 4-1 dopo i tempi supplementari.
L'anno successivo, il 18 agosto, segna in Coppa Italia il goal dell'1-0 contro la Cremonese; tuttavia la squadra ha poi perso per 1-2 venendo così estromessa dalla competizione ai supplementari. Il 3 novembre debutta in massima serie nel successo per 2-1 contro il Brescia, giocando tutta la partita. In dicembre rimedia una lesione alla coscia sinistra.
Dopo avere rinnovato il suo contratto con gli scaligeri sino al 2022 il 21 ottobre 2020, Il 9 novembre seguente si trasferisce in prestito al Palmeiras, con il quale vince l'ambitissima coppa Libertadores. Il 30 agosto 2021 rescinde il contratto che lo legava al club scaligero e il 2 settembre successivo firma con il Cuiabá.

## Statistiche

### Presenze e reti nei club
Statistiche aggiornate al 6 giugno 2023.
| Stagione            | Squadra          | Campionato       | Campionato | Campionato | Coppe nazionali | Coppe nazionali | Coppe nazionali | Coppe continentali | Coppe continentali | Coppe continentali | Altre coppe | Altre coppe | Altre coppe | Totale | Totale |
| Stagione            | Squadra          | Comp             | Pres       | Reti       | Comp            | Pres            | Reti            | Comp               | Pres               | Reti               | Comp        | Pres        | Reti        | Pres   | Reti   |
| ------------------- | ---------------- | ---------------- | ---------- | ---------- | --------------- | --------------- | --------------- | ------------------ | ------------------ | ------------------ | ----------- | ----------- | ----------- | ------ | ------ |
| 2014-feb. 2015      | Ischia           | LP               | 17         | 0          | CI-LP           | 2               | 0               | -                  | -                  | -                  | -           | -           | -           | 19     | 0      |
| feb.-giu. 2015      | Livorno          | B                | 1          | 0          | CI              | 0               | 0               | -                  | -                  | -                  | -           | -           | -           | 1      | 0      |
| ago.-sett. 2015     | Teramo           | LP               | 0          | 0          | CI+CI-LP        | 1+0             | 0               | -                  | -                  | -                  | -           | -           | -           | 1      | 0      |
| sett. 2015-2016     | Salernitana      | B                | 30+2       | 0          | CI              | 1               | 0               | -                  | -                  | -                  | -           | -           | -           | 33     | 0      |
| 2016-2017           | Foggia           | LP               | 15         | 0          | CI+CI-LP        | 1+1             | 0               | -                  | -                  | -                  | SLP         | 0           | 0           | 17     | 0      |
| 2017-gen. 2018      | Foggia           | B                | 5          | 0          | CI              | 1               | 0               | -                  | -                  | -                  | -           | -           | -           | 6      | 0      |
| Totale Foggia       | Totale Foggia    | Totale Foggia    | 20         | 0          |                 | 3               | 0               |                    | -                  | -                  |             | 0           | 0           | 23     | 0      |
| gen.-giu. 2018      | Bari             | B                | 8          | 0          | CI              | 0               | 0               | -                  | -                  | -                  | -           | -           | -           | 8      | 0      |
| 2018-2019           | Verona           | B                | 18+4       | 0+1        | CI              | 0               | 0               | -                  | -                  | -                  | -           | -           | -           | 22     | 1      |
| 2019-2020           | Verona           | A                | 13         | 0          | CI              | 1               | 1               | -                  | -                  | -                  | -           | -           | -           | 14     | 1      |
| sett.-nov. 2020     | Verona           | A                | 4          | 0          | CI              | 1               | 0               | -                  | -                  | -                  | -           | -           | -           | 5      | 0      |
| Totale Verona       | Totale Verona    | Totale Verona    | 39         | 1          |                 | 2               | 1               |                    | -                  | -                  |             | -           | -           | 41     | 2      |
| nov. 2020-feb. 2021 | Palmeiras        | A                | 10         | 0          | CB              | 3               | 0               | CL                 | 4                  | 0                  | -           | -           | -           | 17     | 0      |
| feb.-ago. 2021      | Palmeiras        | A1/SP+A          | 5+1        | 0          | CB              | 0               | 0               | CL+RS              | 2+1                | 0                  | SdB         | 0           | 0           | 9      | 0      |
| Totale Palmeiras    | Totale Palmeiras | Totale Palmeiras | 16         | 0          |                 | 3               | 0               |                    | 7                  | 0                  |             | -           | -           | 25     | 0      |
| 2021                | Cuiabá           | A                | 14         | 1          | CB              | 0               | 0               |                    | -                  | -                  | -           | -           | -           | 14     | 1      |
| 2022                | Cuiabá           | PD/MT+A          | 12+28      | 0+1        | CB              | 4               | 0               | CS                 | 3                  | 0                  | CV          | 0           | 0           | 47     | 1      |
| 2023                | Cuiabá           | PD/MT+A          | 8+7        | 0          | CB              | 1               | 1               |                    | -                  | -                  | CV          | 3           | 0           | 19     | 1      |
| Totale Cuiabá       | Totale Cuiabá    | Totale Cuiabá    | 69         | 2          |                 | 5               | 1               |                    | 3                  | 0                  |             | 3           | 0           | 80     | 3      |
| Totale carriera     | Totale carriera  | Totale carriera  | 202        | 3          |                 | 17              | 2               |                    | 10                 | 0                  |             | 3           | 0           | 232    | 5      |

## Palmarès

### Club

#### Competizioni nazionali
- Lega Pro: 1

Foggia: 2016-2017 (girone C)
- Supercoppa di Lega Pro: 1

Foggia: 2017
- Coppa del Brasile: 1

Palmeiras: 2020

#### Competizioni internazionali
- Coppa Libertadores: 1

Palmeiras: 2020